# 10 juni
10 juni är den 161:a dagen på året i den gregorianska kalendern (162:a under skottår). Det återstår 204 dagar av året.

## Återkommande bemärkelsedagar

### Nationaldagar
- Portugals nationaldag (Portugaldagen, till minne av nationalskalden Luís de Camões död denna dag 1580)

## Namnsdagar

### I den svenska almanackan
- Nuvarande – Svante och Boris
- Föregående i bokstavsordning
  - Basilides – Namnet fanns, till minne av Basilides en romersk martyr från 200-talet, på dagens datum före 1776, då det utgick.
  - Boris – Namnet infördes 1986 på 4 december. 1993 flyttades det till 5 juni och 2001 till dagens datum.
  - Karsten – Namnet infördes 1986 på 13 november, flyttades 1993 till dagens datum och utgick 2001.
  - Kerstin – Namnet infördes 1986 på 24 juli. 1993 flyttades det till dagens datum, men återfördes 2001 till 24 juli.
  - Sante – Namnet infördes på dagens datum 1986, men utgick 1993.
  - Sjunne – Namnet infördes på dagens datum 1986, men utgick 1993.
  - Svante – Namnet infördes på dagens datum 1776. Det fanns där fram till 1993, då det flyttades till 5 december, men flyttades 2001 tillbaka till dagens datum.
- Föregående i kronologisk ordning
  - Före 1776 – Basilides
  - 1776–1900 – Svante
  - 1901–1985 – Svante
  - 1986–1992 – Svante, Sante och Sjunne
  - 1993–2000 – Kerstin och Karsten
  - Från 2001 – Svante och Boris
- Källor
  - Brylla, Eva (red.): Namnlängdsboken, Norstedts ordbok, Stockholm, 2000. ISBN 91-7227-204-X
  - af Klintberg, Bengt: Namnen i almanackan, Norstedts ordbok, Stockholm, 2001. ISBN 91-7227-292-9

### Finlandssvenska almanackan
- Nuvarande från 1929[1] – Svante
- I föregående revideringar[a][2]
  - inga ändringar sedan 1929

## Händelser
- 323 f.Kr. – Alexander den store dör i Babylon, tio dagar efter att ha blivit sjuk till följd av utdraget festande. Genom den så kallade delningen i Babylon bestämmer hans generaler därefter hur hans erövrade territorier ska delas mellan dem. Delningen är resultatet av en kompromiss, i huvudsak utarbetad av Eumenes, efter meningsskiljaktigheter mellan Meleagros, som vill ge hela makten till den makedoniske kungen Filip II:s och Filinnas av Larissa utomäktenskaplige son Filip III, och Perdikkas parti, som vill vänta på födelsen av Alexanders arvinge (den blivande Alexander IV), som hans första hustru Roxana bär på, för att ge honom tronen under en förmyndares kontroll. Enligt överenskommelsen blir Filip III kung, men Perdikkas blir, som riksföreståndare, den som får makten över Alexanders rike. Perdikkas övervakar sedan delningen av riket mellan Alexanders generaler och satraper, som stödjer honom i hans dispyt med Meleagros.
- 1194 – Den franska staden Chartres drabbas av en storbrand, där stora delar av staden, inklusive det mesta av den nyuppförda katedralen, brinner ner. Katedralen nyuppförs under åren 1198–1220 och den nuvarande byggnaden (som 1979 upptas på Unescos världsarvslista) stammar alltså från den tiden.
- 1423 – Den spanske kaniken Gil Sanchez Muñoz y Carbón utses till motpåve i Avignon och tar namnet Clemens VIII, sedan förre motpåven Benedictus XIII har avlidit knappt tre veckor tidigare. Valet av Clemens görs av tre av de fyra kardinaler Benedictus har utsett, men den fjärde, som är frånvarande vid valet, ogiltigförklarar det och utropar istället sig själv till motpåve, vilket leder till att Clemens bannlyser och fängslar honom. Till en början får Clemens stöd av den aragoniske kungen Alfons V, men när denne har uppnått sina politiska mål drar han bort sitt stöd och tvingar Clemens att abdikera 1429, varefter denne istället blir biskop av Mallorca till sin död 1446.
- 1878 – Grundas Prizrenförbundet
- 1935 – Sedan börsanalytikern William Griffith Wilson och läkaren Robert Holbrook Smith, som båda har grava alkoholproblem, har träffats och upptäckt att de kan hjälpa varandra att avhålla sig från alkohol grundar de i Akron i Ohio sammanslutningen Anonyma Alkoholister (engelska: Alcoholics Anonymous) för att även hjälpa andra personer med alkoholproblem, men utan att man ska behöva skylta med att man får hjälp (därav anonymiteten). Organisationen växer med tiden och finns idag (2025) över hela världen.
- 1942 – Efter att Böhmen-Mährens riksprotektorator Reinhard Heydrich har blivit utsatt för ett attentat den 27 maj, som har lett till att han har avlidit den 4 juni, genomför nazisterna en vedergällningsaktion, genom att helt förinta byn Lidice utanför Prag. Alla män i byn blir arkebuserade, medan kvinnorna sätts i koncentrationslägret Ravensbrück eller fängelse. Åtta av byns barn anses ”rasrena” och placeras i tyska familjer, medan de övriga blir mördade i gasvagnar i förintelselägret i Chełmno. Därefter bränns hela byn upp och resterna sprängs (till och med de personer som innan har legat begravda på kyrkogården grävs upp och bränns upp), men efter kriget blir byn återuppbyggd. Två veckor senare genomförs en liknande vedergällningsaktion mot byn Ležáky, som dock aldrig återuppbyggs.
- 1944 – Tyska SS-trupper massakrerar befolkningen i den franska orten Oradour-sur-Glane, genom att männen i byn stängs in i fem olika lador, som tyskarna beskjuter med maskingevär och sedan bränner upp. Kvinnorna och barnen stängs in i kyrkan och utsätts för samma behandling. Av de totalt 648 ortsborna överlever endast fem män och en kvinna och Oradour-sur-Glane blir därefter en spökstad. Orten byggs upp igen efter kriget, men en bit från sitt ursprungliga läge. Den gamla orten är än idag (2025) övergiven och utgör numera ett monument över det tyska våldet under andra världskriget.
- 1967
  - Sexdagarskriget mellan Israel och dess grannar avslutas efter, som namnet antyder, endast sex dagar (det utbröt 5 juni). Israel har vunnit en avgörande seger och erövrat Sinaihalvön, Gazaremsan, Västbanken och Golanhöjderna från sina fiender. I slutet av 1970-talet börjar Israel dra sig tillbaka från Sinai (de sista trupperna är borta från området 1982), men övriga områden är än idag (2025) i israeliska händer. Även om Egypten och Jordanien har avsagt sig sina anspråk på Gazaremsan respektive Västbanken talas det ännu om en återgång till 1967 års gränser (de gränser som rådde före kriget) vid förhandlingarna om upprättandet av en palestinsk stat i området.
  - Den danska kronprinsessan Margrethe (II) gifter sig med Henri-Marie-Jean André de Laborde de Monpezat och de får snart sönerna Frederik och Joachim. Genom giftermålet blir Henrik (som hans namn fördanskas till) Danmarks regentgemål, när Margrethe 1972 blir regerande drottning.
- 1995 – EU utser förre svenske statsministern och moderatledaren Carl Bildt till medlare i de pågående jugoslaviska krigen och han blir därmed en av ordförandena för fredskonferensen för Bosnien och Hercegovina i november, vilken leder fram till det så kallade Daytonavtalet.
- 2005 – Den nya Svinesundsbron invigs[3] efter en byggtid på två år och ersätter därmed den gamla Svinesundsbron från början av 1940-talet. Invigningen skulle egentligen ha ägt rum den 7 juni, som ett led i firandet av 100-årsminnet av den norsk-svenska unionsupplösningen (då sundet Svinesund ligger på gränsen mellan Norge och Sverige), men har skjutits fram till den 10, för att de svenska och norska kungaparen ska kunna närvara.

## Födda
- 1544 – Salomon Birgeri, svensk politiker och domprost i Västerås
- 1688 – Jakob Edvard Stuart, brittisk tronpretendent, även kallad The Old Pretender
- 1772 – David L. Morril, amerikansk demokratisk-republikansk politiker, senator för New Hampshire 1817–1823 och guvernör i samma delstat 1824–1827
- 1775 – James Barbour, amerikansk politiker och diplomat, guvernör i Virginia 1812–1814 och senator för samma delstat 1815–1825, USA:s krigsminister 1825–1828
- 1819 – Gustave Courbet, fransk målare, ledande inom realismen
- 1827 – Thomas W. Ferry, amerikansk republikansk politiker, senator för Michigan 1871–1883
- 1832 – Edwin Arnold, brittisk skald och orientalist
- 1839 – Ludvig Holstein-Ledreborg, dansk politiker, Danmarks konseljpresident 1909
- 1844 – Carl Hagenbeck, tysk djurhandlare och -tränare, grundare av Hagenbecks djurpark
- 1855 – Charles A. Culberson, amerikansk demokratisk politiker, guvernör i Texas 1895–1899 och senator för samma delstat 1899–1923
- 1869 – William Squire Kenyon, amerikansk republikansk politiker och jurist, senator för Iowa 1911–1912
- 1880 – André Derain, fransk målare och skulptör inom fauvismen
- 1887 – Harry F. Byrd, amerikansk demokratisk politiker, guvernör i Virginia 1926–1930 och senator för samma delstat 1933–1965
- 1897 – Tatiana Nikolajevna Romanova, rysk storfurstinna, dotter till tsar Nikolaj II
- 1901
  - Birger Andersson, svensk socialdemokratisk redaktör och riksdagspolitiker
  - Frederick Loewe, österrikisk-tysk-amerikansk kompositör
- 1908 – Robert Cummings, amerikansk skådespelare
- 1909 – Märta Dorff, svensk skådespelare
- 1915 – Saul Bellow, amerikansk författare, mottagare av Nobelpriset i litteratur 1976
- 1921
  - John Y. McCollister, amerikansk demokratisk politiker
  - Philip av Grekland och Danmark, brittisk regentgemål 1952–2021 (gift med Elizabeth II av Storbritannien)
- 1922 – Judy Garland, amerikansk sångare och skådespelare
- 1925 – Lennart Bergelin, svensk tennisspelare och -tränare, bragdmedaljör
- 1926
  - Brita Borg, svensk sångare, skådespelare och revyartist
  - June Haver, amerikansk skådespelare
- 1927 – Mona Dan-Bergman, svensk skådespelare
- 1928 – Bengt Bedrup, svensk journalist och tv-personlighet
- 1936 – Åke Strömmer, svensk sportjournalist
- 1941 – Jürgen Prochnow, tysk skådespelare
- 1943 – Leif Ahrle, svensk skådespelare och konstnär
- 1945 – Lionel Poilâne, fransk bagare
- 1947
  - Randy Edelman, amerikansk film- och tv-musikkompositör
  - Solbjørg Højfeldt, dansk skådespelare och teaterregissör
- 1949 – Frankie Faison, amerikansk skådespelare
- 1953 – John Edwards, amerikansk demokratisk politiker, senator för North Carolina 1999–2005
- 1956 – Rolandas Paksas, litauisk politiker, president 2003–2004
- 1958 – Yu Suzuki, japansk spelproducent
- 1959 – Jay Vincent, amerikansk basketspelare
- 1963
  - Lynn Jenkins, amerikansk republikansk politiker, kongressledamot 2009–2019
  - Jeanne Tripplehorn, amerikansk skådespelare
- 1965
  - Veronica Ferres, tysk skådespelare
  - Elizabeth Hurley, brittisk fotomodell och skådespelare
- 1967 – Peder Ernerot, svensk sångtextförfattare, kompositör, manusförfattare, copywriter, krönikör och musiker
- 1971 – Bobby Jindal, amerikansk republikansk politiker, guvernör i Louisiana 2008–2016
- 1977 – Adam Darski, polsk sångare i gruppen Behemoth
- 1978 – Shane West, amerikansk musiker och skådespelare
- 1979 – Svetlana Zacharova, ukrainsk prima ballerina
- 1982
  - Laleh Pourkarim, svensk musiker, sångare och skådespelare med artistnamnet Laleh
  - Prinsessan Madeleine, svensk prinsessa, hertiginna av Gästrikland och Hälsingland
- 1983 – Leelee Sobieski, amerikansk skådespelare
- 1992 – Kate Upton, amerikansk fotomodell och skådespelare
- 1995 – William Forslund, svensk youtuber, mest känd för sitt deltagande i "Wild kids" 2007

## Avlidna
- 323 f.Kr.
  - Alexander den store, kung av Makedonien, erövrare av persiska riket och Indien
  - Diogenes, grekisk filosof
- 1155 – Sigurd Munn, kung av Norge
- 1190 – Fredrik I Barbarossa, kung av Tyskland och Burgund, kung av Italien och tysk-romersk kejsare
- 1437 – Johanna av Navarra, hertiginna av Bretagne, Englands drottning
- 1580 – Luís de Camões, portugisisk författare, känd som Portugals nationalskald
- 1654 – Alessandro Algardi, italiensk barockskulptör
- 1680 – Johan Göransson Gyllenstierna, svensk greve och riksråd
- 1832 – Joseph Hiester, amerikansk politiker, guvernör i Pennsylvania
- 1836 – André-Marie Ampère, fransk fysiker
- 1849 – Thomas Robert Bugeaud de la Piconnerie, fransk marskalk
- 1899 – Hermann Willebrand, tysk arkitekt
- 1924 – Giacomo Matteotti, italiensk socialistisk politiker (mördad)
- 1926 – Antoni Gaudí, spansk arkitekt
- 1934 – Frederick Delius, tysk-brittisk kompositör
- 1942 – Stanley Lupino, brittisk skådespelare, författare och dramatiker
- 1948 – Lewis B. Schwellenbach, amerikansk demokratisk politiker och jurist, senator för Washington, USA:s arbetsmarknadsminister
- 1949 – Sigrid Undset, norsk författare, mottagare av Nobelpriset i litteratur 1928
- 1954 – Gustaf Edgren, svensk regissör, manusförfattare och producent
- 1955 – Einar Löfstedt den yngre, svensk professor, rektor för Lunds universitet, ledamot av Svenska Akademien
- 1967
  - Gösta Sjöberg, svensk journalist, tidningsman, författare och manusförfattare
  - Spencer Tracy, amerikansk skådespelare
- 1969 – Gösta Sandin, svensk filmproducent
- 1971 – Margot Ryding, svensk skådespelare
- 1978 – Ralph Berzsenyi, ungersk sportskytt
- 1981 – Jenny Maxwell, amerikansk skådespelare
- 1982
  - Gala Dalí, rysk-spansk kvinna, gift med Salvador Dalí
  - Rainer Werner Fassbinder, västtysk regissör
- 1991 – Silvan Tomkins, amerikansk psykolog
- 1993 – Milward L. Simpson, amerikansk republikansk politiker, guvernör i Wyoming och senator för samma delstat
- 1994 – Edward Kienholz, amerikansk konstnär
- 1999 – Charlotte Dittmer, svensk skådespelare
- 2000 – Hafez al-Assad, syrisk politiker, Syriens president
- 2002 – John Gotti, amerikansk maffiaboss
- 2003 – Donald Regan, amerikansk republikansk politiker, USA:s finansminister
- 2004 – Ray Charles, amerikansk sångare, pianist, kompositör och arrangör
- 2005 – J. James Exon, amerikansk demokratisk politiker, guvernör i Nebraska och senator för samma delstat
- 2008 – Tjingiz Ajtmatov, kirgizisk-rysk författare
- 2009 – Helle Virkner, dansk skådespelare och teaterchef
- 2011
  - Brian Joseph Lenihan, irländsk politiker, Irlands finansminister
  - Ingvar S. Melin, finländsk politiker, Finlands försvarsminister
- 2013 – Petrus Kastenman, svensk tävlingsryttare, olympisk guldmedaljör
- 2014 – Kurt Nylander, svensk teaterchef vid Folkteatern i Gävleborg
- 2016 – Christina Grimmie, amerikansk sångerska och pianist som blev känd genom YouTube
- 2019 – Sven-David Sandström, svensk tonsättare
- 2023 – Theodore Kaczynski, amerikansk professor i matematik, primitivist, terrorist, kallad "Unabombaren"